# Alvo Humano
Alvo Humano (no original, Human Target) é uma série de televisão americana crida por Jonathan E. Steinberg, que foi transmitida pela FOX nos Estados Unidos. Baseada livremente na história em quadrinhos de mesmo nome escrita por Len Wein e Carmine Infantino para a DC Comics, e é a segunda série com base neste título desenvolvida para a televisão, a primeira tendo sido exibida em 1992 pela ABC. Human Target estreou na CTV no Canadá e na Fox nos Estados Unidos em 15 de janeiro de 2010. A série foi renovada para uma segunda temporada, que estreou em 17 de novembro de 2010, e foi cancelada em 10 de maio de 2011. 
A série estreou no dia 19 de Maio na televisão aberta no Brasil, pela emissora SBT.

## Sinopse
Christopher Chance é um agente especialista em segurança que ganha a vida como guarda-costas. Chance protege seus clientes infiltrando-se em suas vidas e arriscando sua própria pele como um verdadeiro "alvo humano".
Também fazem parte da sua equipe de apoio: o ex-policial Winston e "guerrero", que é especialista em armas.
Mas o protagonista também tem problemas pessoais para resolver, quando começa a descobrir o seu passado negro. Alguém sabe quem é o Christopher Chance de verdade? Diante de situações limites, onde o perigo e a morte não se separam, fica difícil entender por que Chance leva a vida como um "alvo humano". Ele teria algo a esconder? Um passado a esquecer?

## Elenco
- Mark Valley como   Christopher Chance
- Chi McBride como   Winston
- Indira Varma como   Ilsa Pucci (Temporada 2)
- Janet Montgomery como   Ames (Temporada 2)
- Jackie Earle Haley como   Guerrero

## Exibição na TV Aberta no Brasil
O seriado estreou no dia 19 de Maio de 2011 na emissora SBT. O seriado foi ao ar no Tele Seriados às 2h da madrugada.

## Produção
Em 18 de maio de 2009, a Fox anunciou que vai estrear Human Target na mid-season. O seriado é filmado em Vancouver, Grã-Bretanha e Colômbia.
Em 12 de maio de 2010, foi anunciado que a Human Target tinha sido renovado para uma segunda temporada. Matt Miller assumiu como supervisor de Jon E. Steinberg, que continua a fazer parte da equipe de produção como um produtor executivo. A Warner Bros entrou em contato com Miller para dar uma olhada na primeira temporada e dar suas opiniões sobre as mudanças que faria para o show.
O seriado foi cancelado oficialmente em 10 de maio de 2011.

## Música
Em 25 de julho de 2009, Bear McCreary anunciou em seu blog ComicCon de que ele estaria marcando Human Target. Ele observou que o resultado épico piloto tinha sido gravado com uma orquestra completa.

## Recepção
A estréia da série de Human Target recebeu diversas críticas favoráveis, marcando 70 dos 100 no Metacritic. The New York Post afirmou, "porque ele é um alvo humano, ele não tem nenhum problema de explodir edifícios (dos quais há muitos para contar) com apenas um arranhão. Pense em Jack Bauer com preparação excelente. " Robert Bianco escreveu do show estréia do em E.U.A. Hoje , os "espaços-luta confinados no trem é uma maravilha em miniatura de seu tipo."

## Ligações Externas
- Página oficial da série
- Página oficial da série no SBT